# Stomios
Stomios (altgriechisch Στόμιος) war ein griechischer Bildhauer, der am Anfang des 5. Jahrhunderts v. Chr. tätig war.
Pausanias berichtet, eine von Stomios geschaffene Siegerstatue des Hieronymos von Andros habe im Zeusheiligtum Olympia gestanden. Der Sieg des Hieronymos wird auf die 72. Olympischen Spielen 492 v. Chr. datiert, da Pausanias die Wettkampfdisziplin nicht nennt, handelt es sich wahrscheinlich um die Statue eines Pentathleten.